# Djiboutis flag
Djiboutis flag består af to lige horisontale bånd i blåt (top) og grønt og en hvid trekant til venstre. Inde i den hvide trekant er en rød stjerne. Farverne symboliserer jorden (grøn), havet (blå) og fred (hvid). Den røde stjerne repræsenterer enhed.
Flaget blev første gang hejst på Djiboutis frigøringsdag 27. juni 1977.